# Еритрофобия
Еритрофобията (на латински: Erythrophobia) е страхът от изчервяване. Не самото изчервяване, а страхът от него.

## Преглед
Изчервяването е чест симптом при социалните фобии, затова можем да се заблудим лесно, че става дума за някоя от тях. Всъщност еритрофобията е специфична (изолирана) фобия, подобна на страха от височина или страха от паяци. Засегнатите страдат от изпреварваща тревожност, наблюдавана в социални ситуации постоянно. Те фокусират вниманието си само върху изчервяването, колко силно е то и дали другите го виждат, и се страхуват, че другите биха го преценили като знак за провал.
Това може да доведе до избягване на обществото. Изчервяването може да бъде причинено от нарушения на симпатиковата нервна система.

## Лечение
Техники за релаксация. В поведенческата терапия съществуват когнитивни и поведенчески стратегии, за да бъде премахнат страхът от зачервяване. В краен случай се прибягва до симпатектомия.